# Ashtabula (Ohio)
Ashtabula est une ville du comté d'Ashtabula, dans l'Ohio, aux États-Unis. Étape importante de la voie ferrée clandestine qui emmenait les esclaves vers la liberté au milieu du XIXe siècle, la ville est aujourd'hui un port majeur pour le charbon sur le lac Érié. Le nom « Ashtabula » signifie la « rivière aux nombreux poissons » en iroquois. Selon le recensement de 2000, la ville possède 20 962 habitants.

## Histoire

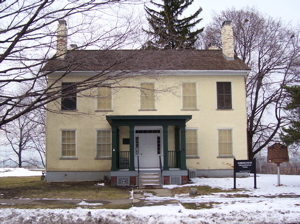
Hubbard House

Ashtabula a été fondée en 1803 et incorporée en 1891. La ville abrite plusieurs anciens arrêts de la voie ferrée clandestine qui était utilisée pour libérer des esclaves afro-américains en les menant au Canada dans les années précédant la guerre de Sécession. Parmi ces points d'arrêt se trouve la maison Hubbard. Les anciens esclaves attendaient dans le sous-sol de la maison, adjacente au lac, de prendre un bateau pour le Canada, acquérant leur liberté une fois arrivés en Ontario.

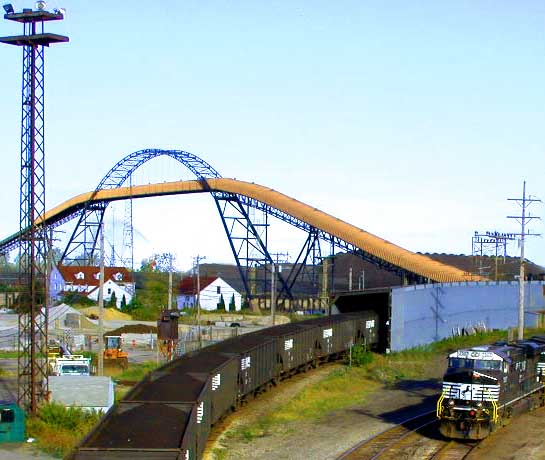
Rail dans le port d'Ashtabula

Le port d'Ashtabula a été un important port pour le transport du charbon et des minerais depuis la fin du XIXe siècle et continue à l'être dans une certaine mesure, comme en témoigne la longue rampe à charbon du port actuel et les cargaisons de minerai déchargées des lakers (navires des Grands Lacs) pour être envoyés aux aciéries de Pennsylvanie.
Beaucoup des nouveaux venus à Ashtabula à la fin du XIXe siècle et au début du XXe étaient des immigrants de Finlande, de Suède et d'Italie. Les rivalités ethniques entre ces groupes ont eu une grande influence sur la vie quotidienne à Ashtabula. Un pourcentage substantiel des résidents actuels est issu de ces immigrants. La population a cru régulièrement jusqu'en 1970, moment à partir duquel elle a décliné non moins régulièrement.

## La catastrophe d'Ashtabula
Le 29 décembre 1876 a eu lieu près d'Ashtabula la plus grande catastrophe ferroviaire des États-Unis à cette époque, et l'une des plus célèbres encore aujourd'hui. Alors que le Pacific Express, le train no 5 de la ligne de chemin de fer Lake Shore and Michigan Southern traversait la rivière Ashtabula, le pont à poutres en treillis de type Howe s'effondra, et avec lui la seconde des deux locomotives et onze voitures de passagers tombèrent dans la crique gelée, 45 m (150 pieds) plus bas. Un incendie démarra dans les chaudières et des  159 personnes à bord, 64 furent blessées et 92 tuées. Le pont était le premier modèle de ce type mis en service et deux des architectes se suicidèrent pendant ou après l'enquête. Cet accident eut un rôle important pour améliorer les règles de sécurité pour les constructions de ce type.

## Le port
Ashtabula change profondément au début du XXe siècle. Son accès au  lac Érié et des côtes s'étendant sur près de 50 km (30 miles) contribuent à faire de la ville un centre portuaire et commercial majeur.
Pendant les années 1950, la région se développa économiquement avec l'expansion de l'industrie chimique et la croissance de l'activité du port, qui devient l'un des plus importants sur les Grands Lacs. Les industries  historiques de la région étaient entre autres  une usine de Rockwell International sur le côté occidental, qui fabriquait des freins pour le programme de la navette spatiale, et une usine de Reactive Metals Extrusion pour l'extrusion de l'uranium enrichi et appauvri qui jusqu'en 1990 (date à laquelle l'usine arrêta ses activités) plaçait  Ashtabula sur la liste des cibles nucléaires potentielles pour l'Union des républiques socialistes soviétiques.
Le port d'Ashtabula héberge chaque année une « Bénédiction de la Flotte » (Blessing of the Fleet) : l'origine de ce festival remonte à l'installation à Ashtabula des pêcheurs et mécaniciens portugais et irlandais. Dans les années 1930, cette bénédiction était une petite manifestation, presque privée, début avril. Dans les années 1970, elle est devenue l'affaire de toute la communauté religieuse et portuaire, et a maintenant lieu habituellement à la fin de mai.
Le poste de garde-côtes (Coast Guard Station), un musée (Harbor Museum) et d'autres sites ont été établis pour préserver l'héritage maritime d'Ashtabula.

## Géographie
Selon le bureau de recensement des États-Unis, la cité a une superficie totale de  20 km2, dont 19,6 de terre et 0,4 (2,20 %) d'eau.
Ashtabula borde le Lac Érié au nord et a un port important où la rivière  Ashtabula se déverse dans le lac. Il existe deux plages publiques : Walnut Beach, près du port, et le Lake Shore Park, sur le côté opposé.

## Démographie
| Groupe            | Ashtabula | Ohio | États-Unis |
| ----------------- | --------- | ---- | ---------- |
| Blancs            | 82,0      | 82,7 | 72,4       |
| Afro-Américains   | 9,0       | 12,2 | 12,6       |
| Métis             | 5,0       | 2,1  | 2,9        |
| Autres            | 3,4       | 1,2  | 6,4        |
| Amérindiens       | 0,4       | 0,2  | 0,9        |
| Asiatiques        | 0,3       | 1,7  | 4,8        |
| Total             | 100       | 100  | 100        |
|                   |           |      |            |
| Latino-Américains | 9,3       | 3,1  | 16,7       |

Selon l'American Community Survey pour la période 2010-2014, 93,20 % de la population âgée de plus de 5 ans déclare parler l'anglais à la maison, 5,29 % l'espagnol et 1,52 % une autre langue.

## Renommée
Ashtabula apparaît dans plusieurs œuvres. Le poète Carl Sandburg a écrit un poème intitulé "Crossing Ohio when Poppies Bloom in Ashtabula". Vern Sneider a publié en 1960 un roman, The King from Ashtabula. 
La ville  est aussi mentionnée dans la chanson de Bob Dylan, You're Gonna Make Me Lonesome When You Go, extraite de son album de 1975, Blood on the Tracks.
Parmi les habitants célèbres d'Ashtabula figurent notamment :
- l'aquarelliste américain Charles E. Burchfield
- le peintre John W. Carlson
- Betsy Mix Cowles, féministe, abolitionniste et éducatrice
- Edwin Cowles (1825-1890), éditeur du Cleveland Leader et un des fondateurs du Parti républicain
- Joshua Reed Giddings et Benjamin Wade, deux membres importants du Parti Républicain entre 1850 et 1870
- Matti Valentine Huhta, humoriste, poète, compositeur, et militant du mouvement Industrial Workers of the World
- Jesse Fuller McDonald, 16e gouverneur du Colorado
- Don Novello, écrivain, producteur et comédien
- Maila Nurmi, actrice élevée à Ashtabula
- Platt Rogers Spencer, inventeur d'une calligraphie très en vogue dans la seconde moitié du XIXe siècle
- Decius Wade, juriste, politicien qui a joué un rôle important dans l'établissement de la jurisprudence du Montana
- Connie Schultz, écrivaine, lauréate du Prix Pulitzer en 2005
- Josh LeCappelain, photographe et journaliste de guerre